# Ovidiu Cernăuțeanu
Ovidiu Cernăuţeanu, znany także jako Ovi (ur. 23 sierpnia 1974 w Botoszanach) – rumuńsko-norweski piosenkarz i producent muzyczny, dwukrotny reprezentant Rumunii w Konkursie Piosenki Eurowizji – w 2010 i 2014 roku.

## Życiorys

### Dzieciństwo i początki kariery
Urodził się w Botoszanach na północy Rumunii. Swoją karierę muzyczną rozpoczął w wieku 14 lat, kiedy to wygrał krajowy festiwal piosenki Florile Dragostei. Niedługo potem zaczął grać w zespołach muzycznych m.in. u boku swojego ojca oraz nauczyciela muzyki. Na początku 1992 roku wyjechał ze swoimi znajomymi z zespołu do Tokio. Po rocznym pobycie w Japonii wyjechał do Norwegii, gdzie wziął ślub ze swoją narzeczoną, dzięki czemu otrzymał norweskie obywatelstwo jako Ovidiu Jacobsen. W tym samym czasie przyjął pseudonim artystyczny Ovi Martin i pod tym szyldem grał koncerty w norweskich i duńskich barach, by zarobić na utrzymanie.

### Kariera

#### 2006-09:Melodi Grand PrixiThis Gig Almost Got Me Killed
W styczniu 2006 roku jako Ovi Martin wziął udział w norweskich eliminacjach do 51. Konkursu Piosenki Eurowizji Melodi Grand Prix 2006 z utworem „The Better Side of Me”, z którym ostatecznie zakwalifikował się do rundy półfinałowej, z której nie awansował do finału.
W 2009 roku ponownie wystartował w norweskich selekcjach Melodi Grand Prix 2009, do których zgłosił się z numerem „Seven Seconds”. W lutym wystąpił w półfinale eliminacji i zakwalifikował się do finału, w którym zajął ostatecznie miejsce poza czołówką. Piosenka dotarła do 12. miejsca krajowych list przebojów.
W tym samym roku ukazał się debiutancki album studyjny Martina zatytułowany This Gig Almost Got Me Killed, na którym znalazł się m.in. singiel „Seven Seconds”.

#### 2010-11: Konkurs Piosenki Eurowizji

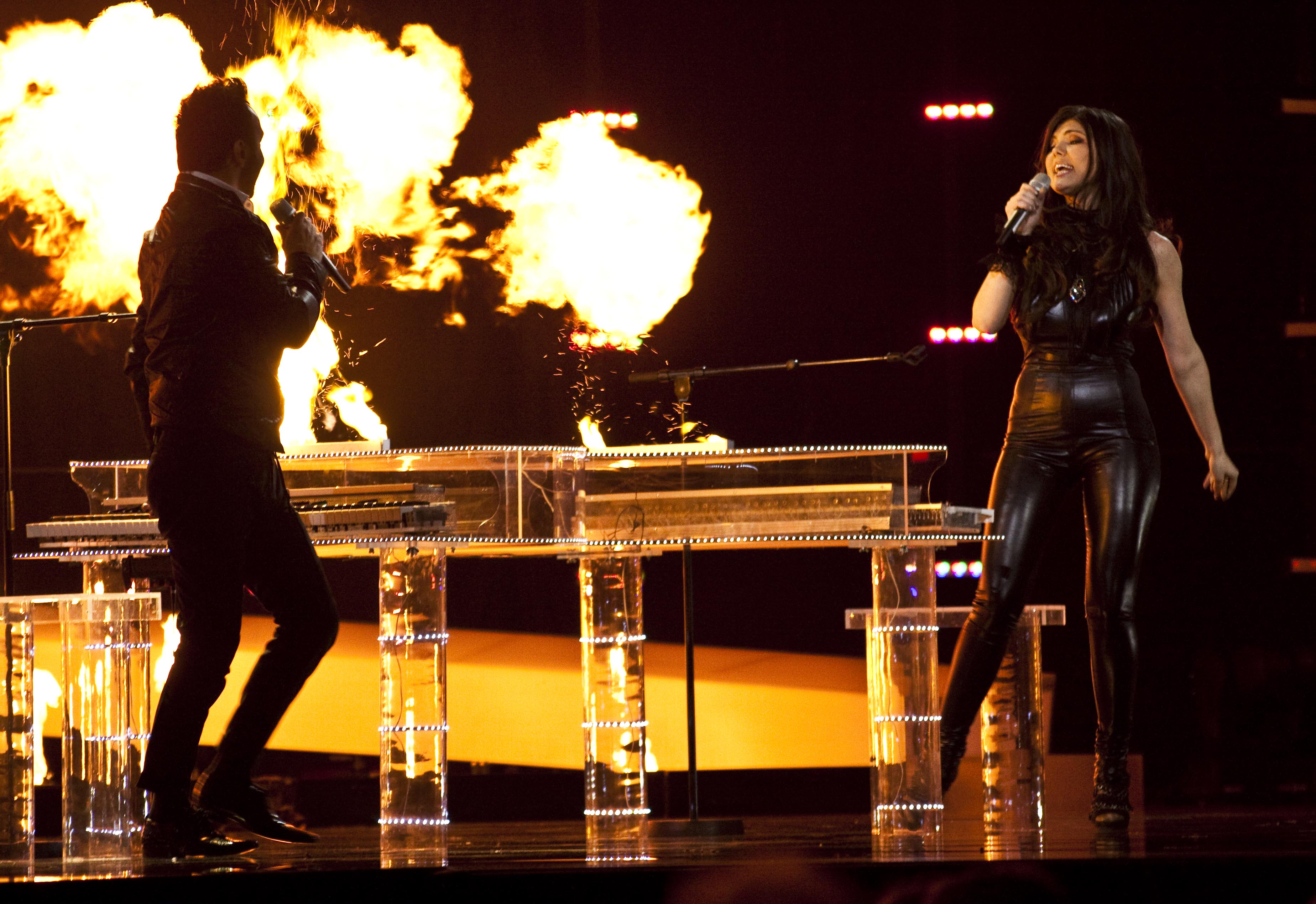
Ovi i Paula Seling podczas występu w 55. Konkursie Piosenki Eurowizji w 2010 roku

W 2010 roku jako Ovi zakwalifikował się do udziału w rumuńskich eliminacjach do 55. Konkursu Piosenki Eurowizji Selecția Națională 2010 ze swoim autorskim utworem „Playing with Fire”, który nagrał w duecie z Paulą Seling. W marcu duet wystąpił w finale selekcji, które ostatecznie wygrał po zdobyciu maksymalnej liczby 24 punktów od jurorów i telewidzów, dzięki czemu został reprezentantem kraju podczas widowiska organizowanego w Oslo.
Singiel zadebiutował na 12. miejscu norweskiej listy przebojów. 27 maja para zaśpiewała go w drugim półfinale Konkursu Piosenki Eurowizji i z czwartego miejsca awansowała do sobotniego finału, w którym ostatecznie zajęła trzecie miejsce ze 162 punktami na koncie, w tym m.in. z maksymalną notą 12 punktów od Mołdawii.

#### Od 2012: Konkurs Piosenki Eurowizji iA Bit of Pop Won't Hurt Anyone

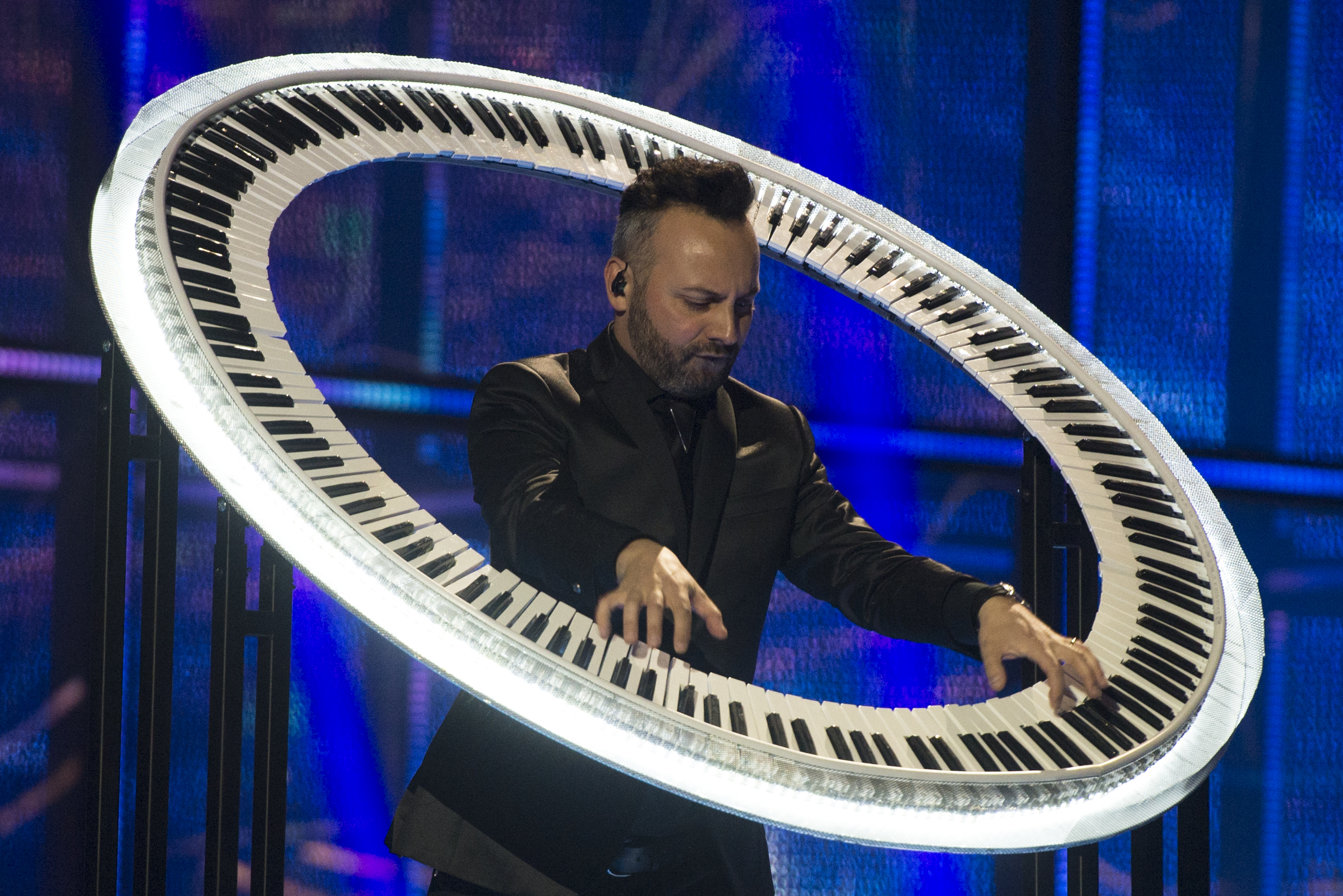
Ovi podczas prób do występu w 59. Konkursu Piosenki Eurowizji w 2014 roku

Na początku 2012 roku jako Ovidiu Jacobsen zgłosił swój utwór „High on Love” do udziału w norweskich eliminacjach Melodi Grand Prix 2012, podczas których zaśpiewała go Reidun Sæther. Pod koniec stycznia piosenkarka wystąpiła w pierwszym półfinale selekcji i zakwalifikowała się do finału, w którym nie uplasowała się w czołówce.
W 2014 roku ponownie zgłosił się do udziału w rumuńskich selekcjach Selecția națională razem z Paulą Seling, z którą nagrał utwór „Miracle”. Para wystąpiła w finale eliminacji jako pierwsza w kolejności i ostatecznie zdobyła największą liczbę 22 punktów, dzięki czemu wygrała i została reprezentantem Rumunii podczas 59. Konkursu Piosenki Eurowizji organizowanego w Kopenhadze.
5 maja wydał swój drugi album studyjny zatytułowany A Bit of Pop Won't Hurt Anyone. Trzy dni później zaśpiewał z Seling jako ostatni, piętnasty w kolejności w drugim półfinale Konkursu Piosenki Eurowizji i z drugiego miejsca awansował do sobotniej rundy finałowej, w której zajął ostatecznie 12. miejsce z 72 punktami na koncie, w tym m.in. z maksymalną notą 12 punktów od Mołdawii.
W maju 2020 samego roku wspólnie z Paulą Seling wystąpił w projekcie Eurovision Home Concerts, w którym wykonał „Playing with Fire” i cover kompozycji „Fairytale” norweskiego piosenkarza Alexandra Rybaka.

## Dyskografia

### Albumy studyjne
- This Gig Almost Got Me Killed (2009)
- A Bit of Pop Won't Hurt Anyone (2014)